# نادي ميسان
نادي ميسان الرياضي هو أحد أندية كرة القدم في العراق ، يقع مقره في مدينة العمارة ضمن محافظة ميسان ، يلعب في الدوري العراقي الممتاز .